# Lauenscheiderohl
Lauenscheiderohl ist ein Ortsteil und Industriestandort in der Gemeinde Schalksmühle im Märkischen Kreis im Regierungsbezirk Arnsberg in Nordrhein-Westfalen (Deutschland).

## Lage und Beschreibung
Der Wohnplatz befindet sich zwischen der Volme und der Bundesstraße 54 nahe der Stadtgrenze zu Lüdenscheid. Die Bahnstrecke Hagen–Dieringhausen verläuft durch den Ortsteil. Östlich des Orts steigt das Gelände in dem Naturschutzgebiet Steinbruch Arenritt steil zu den Höhenzug zwischen dem Kleinen Klagebach und der Linnepe an.
Nachbarorte auf dem Schalksmühler Gemeindegebiet sind  Halverscheiderohl, Niederwippekühl, Niederworth, Lauenscheid, Klagebach, Oberklagebach, Waldesruh, Schlöten, Horst, Golsberg, Wippekühl, Hermannshöh, Nöllenhammer und Strücken, sowie auf Lüdenscheider Stadtgebiet Hammerhaus, Linnepermühle und Lehmecke.
Die ursprüngliche Siedlungsstelle wird heute vollständig von dem Werksanlagen der Firma Albrecht Jung eingenommen.

## Geschichte
Lauenscheiderohl gehörte bis zum 19. Jahrhundert der Midder Bauerschaft des Kirchspiels Hülscheid an. Ab 1816 war der Ort Teil der Gemeinde Hülscheid in der Bürgermeisterei Halver im Kreis Altena, 1818 lebten neun Einwohner im Ort. Der laut der Ortschafts- und Entfernungs-Tabelle des Regierungs-Bezirks Arnsberg als Hof kategorisierte Ort besaß 1839 unter dem Namen Ohl (Lauenscheider) zwei Wohnhäuser, zwei Fabrikationsstätten und zwei landwirtschaftliche Gebäude. Zu dieser Zeit lebten 13 Einwohner im Ort, allesamt evangelischen Bekenntnisses.

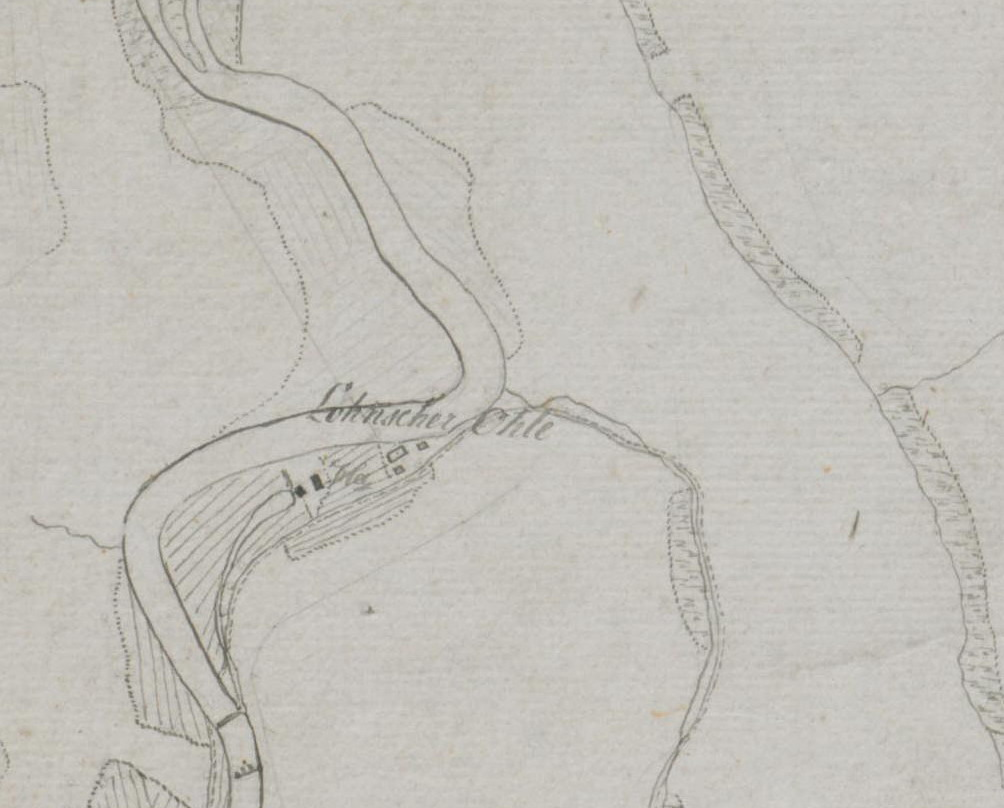
Lauenscheiderohl um 1795 mit Wohnplatz und Hammerwerk

1844 wurde die Gemeinde Hülscheid mit Lauenscheiderohl von dem Amt Halver abgespaltet und dem neu gegründeten Amt Lüdenscheid zugewiesen.
Der Ort ist auf der Preußischen Uraufnahme von 1840 unter dem Namen Lauenscheider Ohl verzeichnet. An der Volme ist ebenfalls das Hammerwerk des Orts eingezeichnet. Ab der Preußischen Neuaufnahme von 1892 ist der Ort auf Messtischblättern der TK25 als Lauenscheiderohl verzeichnet.
Die Gemeinde- und Gutbezirksstatistik der Provinz Westfalen führt 1871 den Ort als Hof unter dem Namen Lauenscheiderohl mit sechs Wohnhäusern und 75 Einwohnern auf.  Das Gemeindelexikon für die Provinz Westfalen gibt 1885 für Lauenscheiderohl eine Zahl von 101 Einwohnern an, die in neun Wohnhäusern lebten. 1895 besitzt der Ort zehn Wohnhäuser mit 114 Einwohnern, 1905 werden elf Wohnhäuser und 125 Einwohner angegeben.
In den 1870/80er Jahren wurde zwischen dem Hof und dem Hammerwerk die Bahnstrecke Hagen–Dieringhausen gebaut.
1969 wurden die Gemeinden Hülscheid und Schalksmühle zur amtsfreien Großgemeinde (Einheitsgemeinde) Schalksmühle im Kreis Altena zusammengeschlossen und Lauenscheiderohl gehört seitdem politisch zu Schalksmühle, das 1975 auf Grund des Sauerland/Paderborn-Gesetzes Teil des neu geschaffenen Märkischen Kreises wurde.
Im letzten Drittel des 20. Jahrhunderts wurde der Standort des alten Lauenscheiderohler Hofs (nördlich der Bahnstrecke) planiert, die Gebäude am ehemaligen Hammerwerkstandort abgerissen und dessen Stauteich (beide südlich der Bahnstrecke) trockengelegt. Das Gelände des Wohnplatzes und des ehemaligen Hammerwerks wurde von Parkplätzen und Werksgebäuden des Unternehmens Albrecht Jung in Anspruch genommen.